# Embassa't
L'Embassa't és un festival de música que se celebra anualment a Sabadell des del 2009. L'organitza l'Associació Juvenil Sabadell Sona Jove. El dirigeix Arnau Solsona i els programadors musicals són el mateix Solsona, Mario G. Quelart, Marc Rius, Juan González i Pol Solsona. Es va crear seguint l'estil del festival PopArb d'Arbúcies: un aforament relativament reduït (unes 2.000 persones), un cartell de grups de música independents principalment nacionals i uns preus populars.
Deu el nom a la seva primera ubicació, la Bassa de Sant Oleguer de Sabadell. El 2013 el festival va traslladar-se als jardinets de l'Espai Cultura de l'Antiga Caixa Sabadell, al centre de la ciutat, així com el Mirador del Museu del Gas, on van tenir lloc les sessions de música electrònica. El 2020, a causa de la pandèmia provocada per la COVID-19, el festival es va cancel·lar i, al seu lloc, l'organització va organitzar una edició d'aforament molt limitat dins la Fira Sabadell anomenada RES (Resposta Entròpica Sonora). Des de 2021 el festival té lloc a l'amfiteatre del parc de Catalunya. En la 16ª edició, la del 2024, hi van assistir 7.629 espectadors.